# Arthuis ap Masgwid
Arthuis (gallese: Arthwys; latino: Artorius; inglese: Arthur; fl. VI secolo), principe dell'Elmet, visse nel VI secolo.
Era il figlio più giovane di re Mascuid Gloff dell'Elmet, e fu contemporaneo di re Artù; forse alcune sue vicende hanno contribuito alla formazione della materia arturiana.